# ستيغ فينتر
ستيغ فينتر (بالفنلندية: Stig Olof Winter)‏ هو مجدف فنلندي، ولد في 1 مارس 1919 في توركو في فنلندا.

## وصلات خارجية
- ستيغ فينتر على موقع الاتحاد الدولي للتجديف (الإنجليزية)
- ستيغ فينتر على موقع اللجنة الأولمبية الدولية (الإنجليزية)
- ستيغ فينتر على موقع أوليمبيديا (الإنجليزية)